# Mario Passani Buggiani
Mario Passani Buggiani   (Barcelona, 1891 - Madrid, 2 de novembre de 1981), Passani I, fou un futbolista català d'ascendència italiana de la dècada de 1910. El seu germà Roberto Passani Buggiani també fou futbolista.

## Trajectòria
Jugava a la posició de davanter. Fou un dels futbolistes més destacats del FC Espanya de la dècada de 1910, club amb el qual guanyà dos cops el Campionat de Catalunya (1913, 1914), un cop el campionat dels Pirineus (1914) i fou finalista del campionat d'Espanya l'any 1914. A les acaballes de la seva carrera, per motius professionals es traslladà sovint a Madrid i compaginà la seva participació a l'Espanya amb el Racing de Madrid.
També formà part de la selecció catalana de futbol amb la qual jugà el 1910.

## Palmarès
- Campionat de Catalunya de futbol:
  - 1913, 1914
- Copa dels Pirineus:
  - 1914